# Florin Pelecaci
Florin Pelecaci (Baia Mare, 6 gennaio 1980) è un ex calciatore rumeno, di ruolo centrocampista.

## Carriera
Esordisce tra i professionisti nella stagione 1999-2000 all'età di 19 anni con il Minaur Baia Mare, club della sua città natale, con cui nella sua prima stagione in prima squadra vince la seconda divisione rumena, trascorrendo poi il biennio successivo in prima divisione; dal 2002 al 2006 gioca invece in questa medesima categoria con la maglia del Gloria Bistrița, con cui totalizza complessivamente 41 presenze ed una rete in partite di campionato, alle quali aggiunge anche una partita nella Coppa Intertoto UEFA 2005. Nella stagione 2006-2007, dopo un fugace prestito ai serbi dello Srem (con cui gioca una sola partita), si divide tra Unirea Urziceni (6 presenze) e Progresul Bucarest (5 presenze), entrambe nella prima divisione rumena, mentre nella stagione 2007-2008 dopo metà campionato nella seconda divisione rumena al Progresul Bucarest si trasferisce in Ungheria al Diósgyőr, con cui disputa 10 partite nella prima divisione locale, categoria in cui in seguito nel corso della stagione 2008-2009 realizza invece una rete in 13 presenze.
Nel 2009, dopo un breve ritorno al Gloria Bistrița (con cui comunque non gioca nessuna ulteriore partita ufficiale), si trasferisce in Inghilterra: qui, gioca per sei stagioni con vari club semiprofessionistici tra la sesta e la settima divisione (Bath City, Truro City, Thurrock ed Enfield), ritirandosi infine al termine della stagione 2015-2016 dopo un'ultima annata con i dilettanti del FC Romania, in Essex Senior League (nona divisione).

## Palmarès

### Club

#### Competizioni nazionali
- Liga II: 1

Baia Mare: 1999-2000